# پسر معدن‌کار

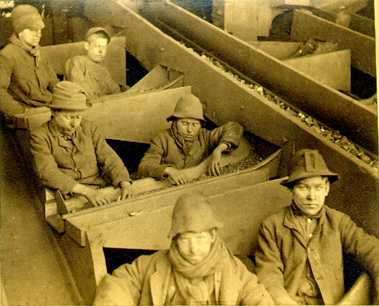
پسران معدن‌کار در کالج ایگل هیل در نزدیکی پوتسویل پنسیلوانیا، ۱۸۸۴

پسر معدن‌کار (انگلیسی: Breaker boy) اصطلاحاً در ایالات متحده و انگلستان به کارگری گفته می‌شد که در کارخانه‌های زغال‌سنگ کار می‌کرد و ناخالصی‌های زغال‌سنگ را با دست جدا می‌کرد. گرچه این کار مختص خردسالان بود اما معدن‌کاران سالمند هم که به‌دلایل مختلف ناتوانی از قبیل بیماری یا کبر سن نمی‌توانستند دیگر در معادن زغال‌سنگ کار کنند گاهی به این کار گمارده می‌شدند. استفاده از این کودکان معدن‌کار از اواسط دهه ۱۸۶۰ شروع شد. گرچه به‌کارگیری کودکان در کارخانه‌های زغال‌سنگ در نزد افکار عمومی ناپسند بود، اما این کار تا نیمه دهه سال‌های ۱۸۸۰ پابرجا بود و حتی تا سال ۱۹۲۰ هم ادامه داشت.

## بهره‌برداری از معدن زغال‌سنگ

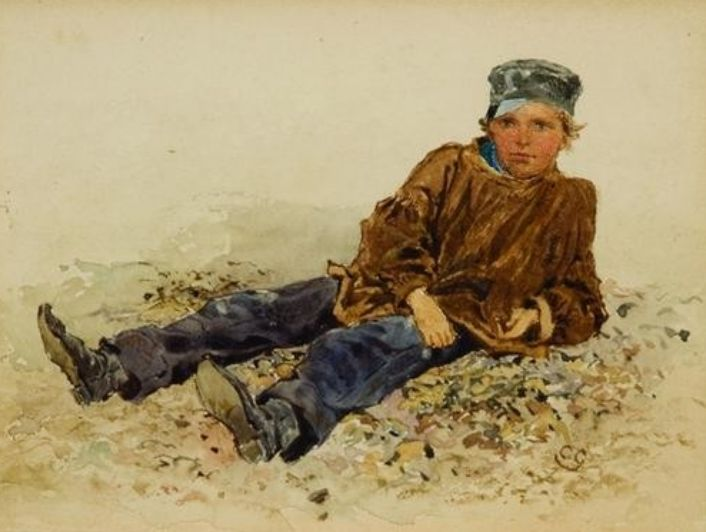
پسر معدن‌کار

از اواخر ۱۵۹۰ که انگلستان با سرمای سخت مواجه شد مصرف زغال‌سنگ رواج فراوان یافت و این بدین دلیل بود که چارلز اول پادشاه انگلستان بریدن چوب‌های درختان جنگل را ممنوع کرد، و اعلام کرد که چوب‌های جنگلی فقط مختص ناوگان دریایی سلطنتی است. یک طبقه متوسط تازه به‌دوران رسیده نیاز به شیشه پنجره داشت، و کوره‌های صنعت شیشه‌سازی هم عمدتاً زغال مصرف می‌کردند؛ و چون زغال چوب نایاب شد این بخش صنعت به زغال‌سنگ روی آورد. همچنین مصرف زغال‌سنگ در کوره‌های ذوب‌آهن که اخیراً برای ساخت توپ ابداع شده بود رو به افزایش نهاد.

## تجزیه زغال‌سنگ

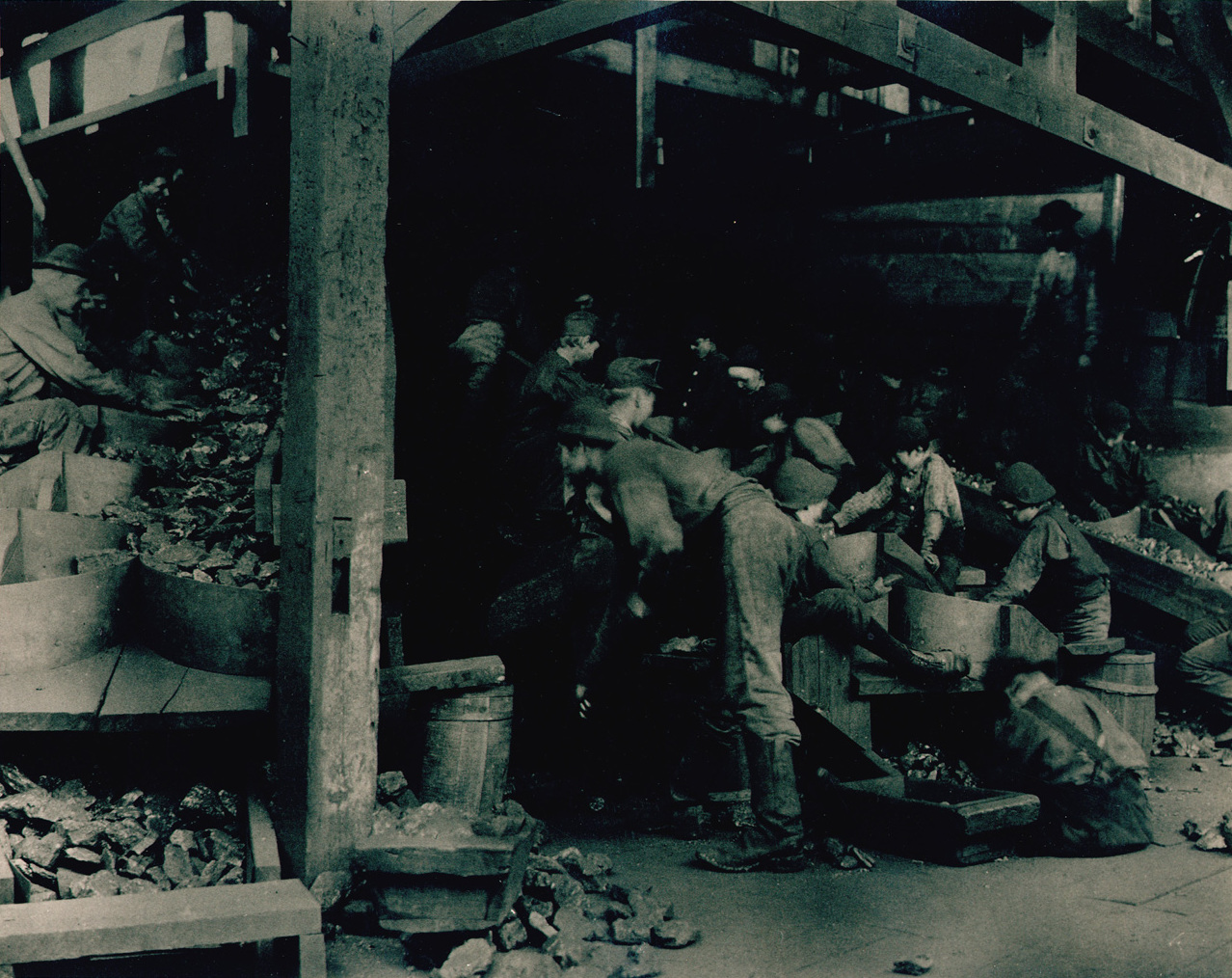
پسران معدن‌کار در دهه ۱۸۸۰ برداشتن سنگ آهک از زغال سنگ در یک شکاف معدن زغال‌سنگ در پوتسویل، پنسیلوانیا

اولین کار در کارخانه زغال‌سنگ خرد کردن زغالها به قطعات کوچکتر و دسته‌بندی این قطعات در اندازه‌های مساوی است که به این کار خرد کردن «breaking» گفته می‌شود. زغال‌سنگ اکثراً دارای ناخالصی‌هایی نظیر گوگرد، خاکستر، ماسه و خاک رس است؛ لذا دومین کار کارخانه زغال‌سنگ جدا کردن این ناخالصی‌ها است. این کاری است که از نظر اقتصادی و از لحاظ فنی به‌صرفه است. درجه مرغوبیت زغال‌سنگ بر اساس میزان ناخالصی موجود در زغال سنجیده می‌شود. این کارها برای کاربرد زغال‌سنگ در اشلهای کار روستائی ضرورت ندارد اما همین‌که زغال‌سنگ در کارگاه‌های بزرگ ذوب آهن و شیشه با نیروی کار عظیم و تأسیسات بزرگ وارد شد خلوص زغال‌سنگ در راندمان کار و قیمت تمام شده محصول تأثیر می‌گذارد. در کارگاه‌های اولیه قطعات بزرگ زغال‌سنگ را روی صفحات مشبک و سوراخ‌دار چدنی قرار می‌دادند و معدن‌کاران با چکش آنها را خردکرده و قطعات هم‌اندازه از سوراخهای صفحه مشبک پائین روی یک توری‌هایی ریخته می‌شد؛ و با تکان دادن و لرزاندن توری‌ها، قطعات مساوی زغال‌سنگ روی توری می‌ماند و از قطعات کوچکتر زغال‌سنگ جدا می‌شد. این قطعات مساوی بهتر سوزانده می‌شود و از این لحاظ از قطعات بزرگتر ویا کوچکتر زغال‌سنگ با ارزش‌تر است.

## به‌کارگیری پسران معدن‌کار

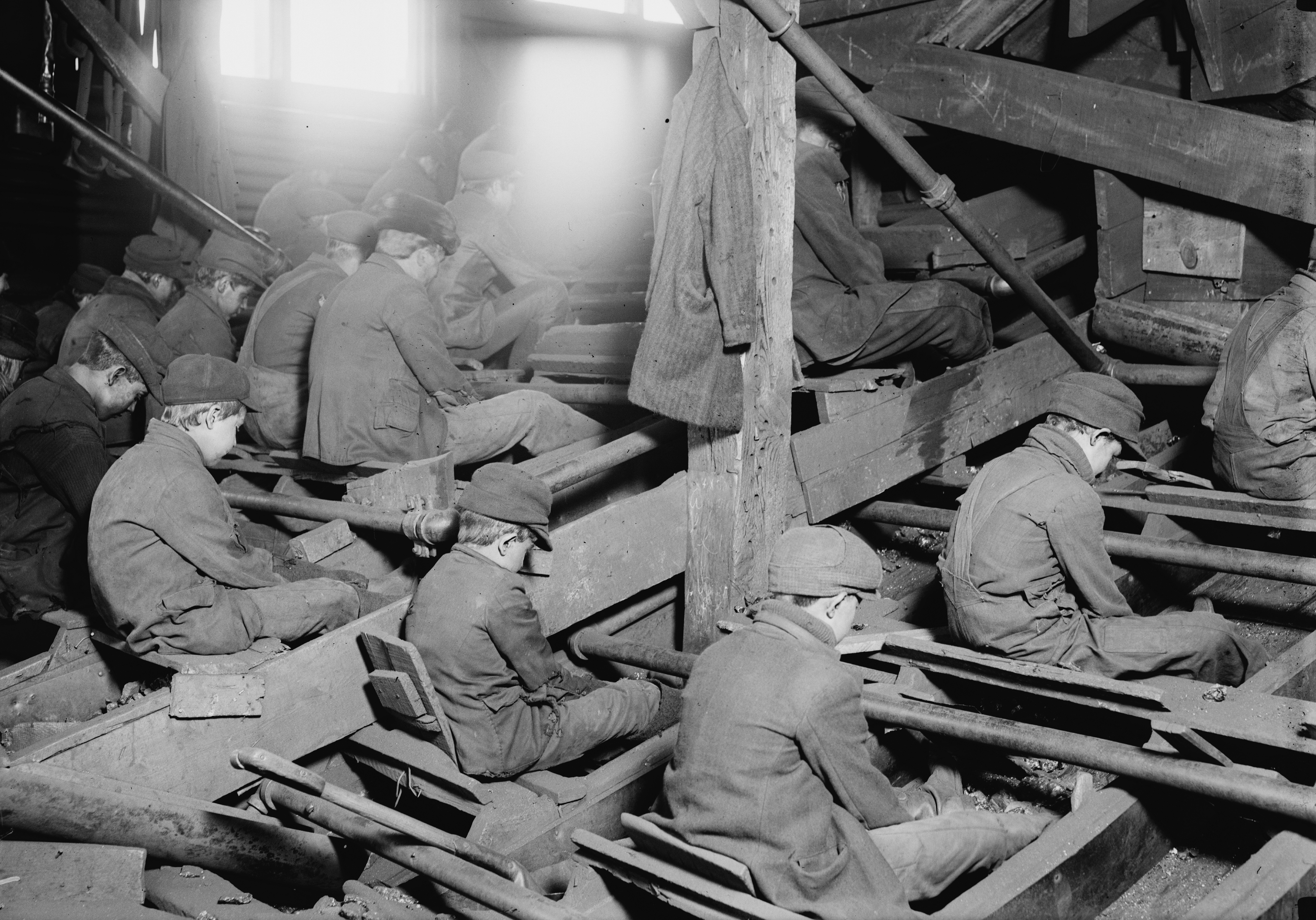
پسران معدن‌کار زغال‌سنگ را در معدن زغال‌سنگ آنتراسیت در جنوب پوتسویل، پنسیلوانیا مرتب کردند ۱۹۱۱

تا حدود سال ۱۹۰۰، تقریباً کلیه کارهای جداسازی زغال‌سنگ «breaking» در کارخانه‌های مربوطه با دست توسط کودکان بین ۸ تا ۱۲ ساله انجام می‌شد. به‌کارگیری پسران در این کار از حدود سال ۱۸۶۶ شروع شد. زمان‌بندی کار این کودکان هفته‌ای شش روز و روزانه ۱۰ ساعت کار بود. آنها مدام روی نیمکت چوبی نشسته و روی تسمه نقاله‌هایی که قطعات زغال‌سنگ روی آنها در حال حرکت بود خم شده و ناخالصی‌های زغال‌سنگ را با دست جدا می‌کردند. کار این کودکان خطرناک بود زیرا کارفرمایان به آنها فشار می‌آوردند تا این کار را با دست و بدون دستکش انجام دهند زیرا با دست لخت بهتر زغال‌سنگ‌های شفاف قابل جدا کردن بود. این نوع زغال‌سنگ‌ها دارای لبه‌های تیز هستند و غالباً این پسران با انگشتهای زخمی و خونین از سر کار به خانه بازمی‌گشتند؛ و گاهی انگشتان آنها توسط تسمه نقاله که به سرعت در حال حرکت است قطع می‌شد؛ و گاهی هم بر اثر گیر کردن بین چرخ دنده‌ها و تسمه نقاله قطع پا یا قطع دست به وقوع می‌پیوست. یا گاهی این حوادث منجر به مرگ می‌شد. به دلیل گرد و غبار زغال‌سنگ فضای کار تیره می‌شد و کارگران برای دید بهتر بر سر خود چراغ نصب می‌کردند، و بیماریها ریوی نظیر آسم بین کودکان معدن‌کار رایج بود. زغال‌سنگ سپس با اسید سولفوریک شسته می‌شد؛ و این اسید دستهای معدن‌کاران را می‌سوزاند.

## محکومیت عام
این شیوه کار با خردسالان در معادن زغال‌سنگ موجب محکومیت عام گردید به‌طوری‌که در سال ۱۸۸۵ در پنسیلوانیا قانونی گذرانده شد که استخدام کودکان زیر ۱۲ سال در معادن زغال‌سنگ ممنوع گردید. اما این قانون خوب اعمال نشد، و بسیاری با شناسنامه ساختگی برای کار و تأمین زندگی خانواده استخدام می‌شدند. آمار کودکان معدن‌کار متغیر بود و تاریخدانان معتقد بودند که آماری که توسط مقامات رسمی داده می‌شد کاملاً پایین‌تر از واقعیت است. در سال ۱۸۸۰ تعداد کودکان معدن‌کار ۲۰۰۰۰ اعلام شد، در سال ۱۹۰۰ این رقم به ۱۸۰۰ رسید، در سال ۱۹۰۲ به رقم ۱۳۱۳۳ رسید و در سال ۱۹۰۷ این تعداد به ۲۴۰۰۰ بالغ شد. پیشرفت تکنولوژی (نظیر جدا کردن ناخالصی‌ها با شیوه مکانیکی و شستشوی با آب) به‌طرز عجیبی نیاز به کودکان معدن‌کار را کاهش داد، اما این تکنولوژی به‌کندی در معادن استفاده می‌شد. در سالهای ۱۹۱۰ به‌کارگیری این کودکان کاملاً کاهش پیدا کرد وعلت آن به‌کارگیری تکنولوژی جدید، اجرای قاطع قانون مربوط به کودکان و قانون تحصیل اجباری کودکان بود. به‌کارگیری کودکان در معادن زغال‌سنگ در سال ۱۹۲۰ پایان یافت و آنهم به همت فعالیتهای کمیته ملی کودکان کار «National Child Labor Committee» و سوسیالیستها و چند ارگان غیردولتی دیگر بود، که توجه عموم را به موضوع کار کودکان جلب کردند، و موفق شدند تا قوانین ملی کودکان کار «national child labor laws» را به تصویب برسانند.

## فعالیت‌های اتحادیه‌ای
پسران معدن‌کار به استقلال خشونت‌آمیز و عدم حرف‌شنوی از بزرگسالان مشهور بودند. اینها اتحادیه‌های تجاری تشکیل و در آن شرکت می‌کردند و بسیاری از اعتصابات مهم را در پنسیلوانیا راه‌اندازی کردند. از جمله اعتصابی که در اوج خود به اعتصاب زغال‌سنگ سال ۱۹۰۲ و قتل‌عام لاتیمر «Lattimer Massacre» منجر شد.